# Římskokatolická farnost Ruda
Římskokatolická farnost Ruda je územním společenstvím římských katolíků v rámci velkomeziříčského děkanství brněnské diecéze.

## Historie farnosti
První zmínka o knězi žijícím na Rudě je v zemských deskách z roku 1398. Původní kostel stál v místech dnešní školy a byl zbořen roku 1784.  Dnešní farní kostel sv. Jiljí byl postaven v roce 1795. Je dominantou obce Ruda, a je zdaleka dobře viditelný.

## Duchovní farnosti

### Duchovní správci
- 1885–1924 P. Jan Konečný
- 1924–1958 P. Josef Dvořáček
- 1958–1960 P. Metoděj Slavíček
- 1960–1969 P. Alois Pekárek
- 1969–1988 P. Miroslav Hůlka
- 1988–1996 P. Bohumil Poláček
- od r. 1996 P. Jiří Švanda [2]

### Kněží rodáci
- Mons. Ludvík Horký
- R. D. Miroslav Zedníček

## Bohoslužby
| Kostel           | Místo | Bohoslužba (den)                                 | Hodina                                                                                               | Poznámka     |
| ---------------- | ----- | ------------------------------------------------ | --- | ------------ |
| Kostel sv. Jiljí | Ruda  | neděle pondělí úterý středa čtvrtek pátek sobota | 8.00 18.00 /(zima)/19.00 (léto) 8.00 18.00 /(zima)/19.00 (léto) 8.00 18.00 /(zima)/19.00 (léto) 8.00 | farní kostel |